# LKB1

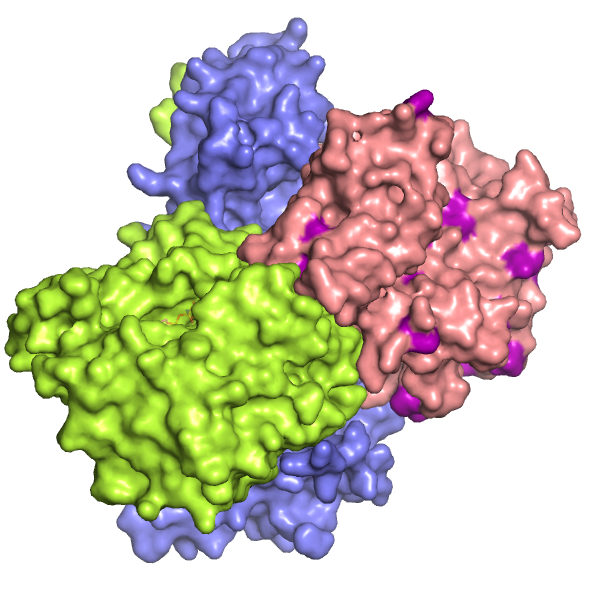
Struktura kinazy LKB1 (PDB: 2WTK)

LKB1 (znany też jako STK11) – ludzki antyonkogen w locus 19p13.3, kodujący białko kinazy treoninowo-serynowej (EC 2.7.11.1). Mutacje z utratą funkcji genu LKB1 wiążą się z większością przypadków dziedziczonego autosomalnie dominująco zespołu Peutza-Jeghersa, objawiającego się predyspozycją do nowotworów złośliwych różnych narządów, polipami hamartomatycznymi przewodu pokarmowego, polipowatością nosa, plamami soczewicowatymi na wargach i palcach.
Locus genu, którego defekt jest odpowiedzialny za zespół Peutza-Jeghersa, zdeterminowano w 1997 roku przy pomocy analizy sprzężeń. Gen sklonowały niezależnie od siebie w 1998 roku dwa zespoły badaczy; praca Lauri Aaltonen i współpracowników z Uniwersytetu w Helsinkach ukazała się 8 stycznia na łamach Nature, natomiast tydzień wcześniej w Nature Genetics opublikowano doniesienie grupy Dietera Jennego z Instytutu Neurobiologii im. Maxa Plancka i Michaela Zimmera z Uniwersytetu w Würzburgu. Badacze fińscy nazwali gen LKB1, a zespół niemiecki STK11 i jak dotąd nie ma konsensusu, której nazwy powinno się używać. Region kodujący LKB1 został sklonowany w 1996 roku przez Jun-ichi Nezu z Chugai Pharmaceuticals w Japonii i zdeponowany w banku genów jako kodujący nieznaną wcześniej kinazę. W pierwszej dekadzie po odkryciu genu wykazano, że białko kodowane przez gen LKB1 występuje in vivo w kompleksie potrójnym LKB1-STRAD-MO25 i pełni wiele różnorodnych funkcji, między innymi bierze udział w remodelowaniu chromatyny, regulacji cyklu komórkowego, szlaku sygnalizacyjnym Wnt, regulacji polarności komórek i ich metabolizmu energetycznego.

## Gen

Gen LKB1 i sąsiadujące geny w locus 19p13.3

Gen LKB1 obejmuje około 23 kpz genomowego DNA i zawiera 9 eksonów, transkrybowanych w kierunku od telomeru do centromeru. Gen LKB1 podlega ekspresji w praktycznie wszystkich tkankach, zarówno płodowych jak i dorosłych organizmów. Poziom ekspresji LKB1 jest wysoki, około 3,3 razy wyższy niż przeciętnego genu. Najwyższy jest w jądrach i wątrobie płodu.

### Ortologi
- Mysi ortolog genu LKB1, Lkb1, został zmapowany na mysim chromosomie 10. Zawiera on 10 eksonów obejmując około 15 kpz[11]. Gen LKB1 sklonowano też u szeregu innych ssaków[12].
- Drosophila melanogaster ma odpowiednik oznaczany lkb1.
- Xenopus posiada gen ortologiczny XEEK1[13]
- Danio rerio posiada gen ortologiczny oznaczany zgc:110180[14]
- U C. elegans występuje z kolei postać ortologiczna par-4 (abnormal embryonic PARtitioning of cytoplasm)[15].

Par-4 i Lkb1 mają, odpowiednio, 26% i 44% identycznej sekwencji z LKB1 (42% i 66%, gdy porównać same domeny kinazowe).
U drożdży Saccharomyces cerevisiae trzy kinazy: Elm1, Pak1/Sak1 i Tos3 wykazują podobieństwo sekwencji do LKB1, aczkolwiek są bardziej zbliżone do ssaczej kinazy kinaz kalmodulino-zależnych (CAMKK). Elm1, Pak1/Sak1 i Tos3 fosforylują T-pętlę białka Snf1p, będącego homologiem ssaczej AMPK, a odkrycie to pozwoliło dowieść, że LKB1 fosforyluje AMPK (zobacz dalej).

### Polimorfizm pojedynczego nukleotydu
W bazie NCBI odnotowano 143 polimorfizmów pojedynczego nukleotydu (SNP) w genie LKB1. Najczęstsze z nich to: rs741764 (48%), rs741765 (47%), rs2075606 (45%), rs2277746 (44%), rs3795063 (42%), rs2075604 (41%), rs6510599 (41%), rs3764640 (38%), rs2075608 (30%), rs8111699 (26%), rs2288948 (22%), rs2075607 (21%), rs7246173 (20%), rs7259033 (19%), rs3829686 (11%).

## mRNA
Zidentyfikowano 9 alternatywnych transkryptów genu, 8 alternatywnie składanych mRNA dla LKB1 (a, b, c, d, e, f, g, h) i jeden wariant nie podlegający splicingowi (i). Siedem z tych transkryptów (a-g) przypuszczalnie ulega translacji na dobre produkty białkowe. Warianty d i f są domniemanymi celami nonsense-mediated mRNA decay, jednak były izolowane in vivo. Warianty e i f korzystają nie z kanonicznego kodonu START (ATG), ale zgodnego z sekwencją Kozak kodonu CTG (g..CTGg).

Schemat przedstawiający osiem alternatywnych transkryptów genu LKB1. [NM] oznacza reprezentatywny transkrypt. Introny są przedstawione jako łamane linie, eksony jako kwadraty; czerwone odpowiadają przypuszczalnie obszarom kodującym białko, puste w środku odpowiadają 3′UTR i 5′UTR. Chorągiewki na końcu 5'oznaczają miejsce przyłączenia kapów, na końcu 3' wskazują sekwencję sygnału poliadenylacji (AATAAA). Gwiazdki (*) pod intronami oznaczają introny nietypowe, oflankowane AT-AC. Według AceView

Gen zawiera 18 różnych intronów, z których 16 ma typowe sekwencje flankujące introny (GT-AG), a dwa mają nietypowe: GC-AG i AT-AC. Zidentyfikowano cztery możliwe promotory genu, dwa nienachodzące na siebie alternatywne ostatnie eksony i 5 alternatywnych miejsc poliadenylacji.
Sekwencje promotorowe wiążące czynniki transkrypcyjne znajdują się przypuszczalnie w obszarze -1090 do -1472 od miejsca startu transkrypcji.
187 pz genu LKB1 jest antysensowe względem genu C19orf26, co sugeruje możliwy mechanizm regulacji transkrypcji.

## Białko

### Budowa

Budowa białka LKB1 (STK11). Zaznaczono reszty ulegające fosforylacji (P w białych kółkach) i autofosforylacji (P w czarnych kółkach). Na czerwono NLS – sygnał lokalizacji jądrowej. Na żółto domena kinazowa.

Ludzkie białko LKB1 zawiera 433 reszt aminokwasowych (mysie Lkb1 436 reszt). Jego masa cząsteczkowa wynosi 48636 Da. Domena katalityczna kinazy (reszty 44-309) nie jest podobna do domen innych znanych kinaz. N- i C-końcowe, niekatalityczne regiony białka LKB1, nie wykazują homologii z innymi znanymi białkami i nie posiadają żadnych funkcjonalnych domen. W pobliżu C-końca znajduje się reszta cysteinowa modyfikowana poprzez farnezylację (patrz niżej).

### Modyfikacje posttranslacyjne i regulacja
LKB1 posiada co najmniej osiem reszt aminokwasowych podlegających fosforylacji: S31, S325, T366, T185, T189, T336 i T402.
S31, S325, T366 i S431 są fosforylowane przez różne kinazy, natomiast T185, T189, T336 i T402 są miejscami autofosforylacji.
Reszty T336, T366 i S431 oraz sąsiadujące sekwencje są wysoce konserwowane w obrębie ortologów LKB1 u D. melanogaster, Xenopus i ssaków, ale nie u C. elegans:
hLKB1 353 LFDIEDDIIYTQDFTVPGQV 424 SASSKIRRLSACKQQ

mLKB1 356 LFDIEDGIIYTQDFTVPGQV 427 S-SNKIRRLSACKQQ

Xeek1 377 LCDFEDDITYTQDFTVPGQV 423 TTGSKVRKLSACKQQ

dLKB1 410 -----AYHYGTQEEDVYFTE 535 TSCISVRKLSHCRTS
Wydaje się, że endogennie reszta S431 LKB1 jest fosforylowana przez kinazę białkową RSK (p90 ribosomal s6 protein kinase) i kinazę PKA (cAMP-zależną kinazę białkową A) w odpowiedzi na odpowiednie czynniki aktywujące obie te kinazy.
Fosforylacja LKB1 na reszcie tyrozynowej T366 zachodzi jedynie w warunkach ekspozycji na promieniowanie jonizujące, in vivo najprawdopodobniej przy udziale kinazy ATM (kinazy aktywowanej uszkodzeniem DNA zmutowanej w zespole ataksja-teleangiektazja; ATM mutated).
Białko ssaczej kinazy LKB1 zakończone jest sekwencją aminokwasową Cys-Lys-Gln-Gln, będącą sekwencją konsensusową dla białek podlegających prenylacji. Motyw ten jest konserwowany u Xenopus i Drosophila, ale nie u C.elegans. In vitro przez wyznakowanie kwasem mewalonowym-C14 wykazano, że reszta cysteinowa C433 w motywie prenylacyjnym faktycznie podlega prenylacji jak przewidywano na podstawie struktury pierwszorzędowej genu, a metodą spektrometrii masowej dowiedziono, że jest to raczej farnezylacja niż geranylgeranylacja. Badania u D. melanogaster wskazują, że prenylacja C433 jest niezbędna do regulacji przez LKB1 polaryzacji komórki, jednak mechanizm wpływu na białko przez prenylację pozostaje niewyjaśniony. Zmutowane białko p.433C>A (pozbawione miejsca prenylacji) wykazywało prawidłową aktywność in vitro i zachowywało zdolność supresji wzrostu komórek linii G361, a jego lokalizacja wewnątrzkomórkowa była nieodróżnialna od LKB1 dzikiego typu. Farnezylowana reszta cysteinowa C433 znajduje się jedynie dwie reszty dalej od seryny S431, miejsca modyfikacji posttranslacyjnej przez RSK i PKA, ale ani mutacje zamiany aminokwasu typu: 431S>E ani 431S>E nie miały wpływu na prenylację C433. Mutacje 433C>A także nie miały wpływu na fosforylację LKB1 na reszcie S431.

### Lokalizacja wewnątrzkomórkowa
LKB1 znajduje się w jądrze i cytoplazmie komórek. Białko jest relokowane do cytoplazmy po związaniu z MO25 (CAB39) i STRAD (LYK5) lub MO25 i ALS2CR2. Wewnątrzkomórkowe rozmieszczenie LKB1 zależy też od białek SMARCA4 (Brg4) i LIP1 (zobacz dalej). Stabilność białka LKB1 wymaga obecności kompleksu chaperonów Hsp90 i Cdc37/p50. Działanie na komórki geldanamycyną lub nowobiocyną, inhibitorami Hsp90, powoduje destabilizację LKB1 a w przypadku geldanamycyny, szybką ubikwitynację białka i jego degradację w proteasomie.
Wykazywano obecność LKB1 w mitochondriach i zakotwiczonego do błony komórkowej, za pośrednictwem farnezylacji cysteiny blisko C-końca. Białko posiada sygnał lokalizacji jądrowej (NLS) w N-końcowym niekatalitycznym obszarze białka (reszty 38-43). Mutacje w tym motywie sprawiają, że LKB1 jest rozproszone w całej komórce. Mutant LKB1 niezawierający NLS zachowuje zdolność supresji wzrostu komórki, co sugeruje, że w funkcji supresorowej kinazy LKB1 ma istotny udział cytozolowa frakcja białka. Ponadto, znany jest przynajmniej jeden mutant LKB1 (SL26), którego białko nie posiada trzech C-końcowych reszt aminokwasowych. Takie nieprawidłowe białko jest lokalizowane wyłącznie do jądra komórkowego, zachowuje aktywność katalityczną in vitro, ale nie jest zdolne do supresji wzrostu komórki.

### Funkcja

#### Białka wchodzące w interakcje z LKB1

Schemat szlaku kinazy LKB1 (STK11), objaśnienia w tekście. Wg Alessi i wsp.

LKB1 in vivo tworzy kompleks z białkiem pseudokinazy STRAD (właściwie STRADα i STRADβ, kodowane przez różne geny) i białkiem MO25 (właściwie MO25α i MO25β) należącym do tzw. scaffolding proteins (białek tworzących szkielet komórki). STRAD i MO25 regulują stabilność LKB1, jej aktywność kinazową i subkomórkowe rozmieszczenie, i są niezbędne do pełnej aktywności biologicznej LKB1.
Do innych białek wchodzących w interakcje z LKB1 in vivo należą:
- LIP1 (LKB1 interacting protein-1)[37]
- SMARCA4 (Brg1, Brahma-related gene-1 protein)[38]
- P53 lub białka związane z P53[24]
- AGS3 (activator of G protein signalling-3)[39], którego gen jest ssaczym homologiem partner of inscuteable u muszek
- FLIP1 (TNIP2)[40]
- PAPK[41].

Wykazano, że LKB1 wiąże się w komórce z białkiem P53, i przypuszczalnie reguluje P53-zależne szlaki apoptozy. Innym białkiem, wchodzącym w interakcje zarówno z LKB1 jak i z białkiem SMAD4, jest LIP1 należące do białek bogatych w powtórzenia leucynowe. Ponieważ LIP1 nie jest substratem dla LKB1, proponowano, że LIP1 może regulować LKB1 przez wpływ na jego wewnątrzkomórkową lokalizację. Innym białkiem, z którym LIP1 się wiąże, jest SMAD4, co sugeruje obecność w komórkach kompleksu LKB1-LIP1-SMAD4 i może stanowić wspólny punkt mechanizmów patogenetycznych zespołu Peutza-Jeghersa (w którym zmutowany jest LKB1) i zespołu młodzieńczej polipowatości (w którym zmutowany jest SMAD4).
Ponadto LIP1 wchodzi w interakcje ze wspomnianym wcześniej SMARCA4 (Brg1).
In vitro LKB1 wchodzi w interakcję z fosfatazą PTEN. Część mutacji wywołujących PJS w genie LKB1 upośledza zdolność wiązania białka LKB1 do PTEN, sugerując udział braku tej interakcji w patogenezie PJS. Interakcja LKB1-PTEN powoduje relokalizację LKB1 do cytoplazmy. Ponadto, w warunkach in vitro LKB1 fosforyluje PTEN na resztach S385 i S380/S382/S383; wzór fosforylacji PTEN przez LKB1 jest inny niż ten kinazy kazeinowej II (CK2), regulującej stabilność i aktywność PTEN.

#### Substraty LKB1
Substratami LKB1 jest szereg kinaz serynowo-treoninowych, należących do części ludzkiego kinomu określanej jako kinazy zależne od AMPK lub podrodzina kinazy AMPK. LKB1 fosforyluje te kinazy na konserwowanej reszcie treoninowej umieszczonej w pętli T (T-loop) domeny kinazowej. Jak dotąd, scharakteryzowano przynajmniej czternaście substratów LKB1 w tej grupie kinaz:
- AMPKα1 (PRKAA1; protein kinase, AMP-activated, alpha 1 catalytic subunit)
- AMPKα2 (protein kinase, AMP-activated, alpha 2 catalytic subunit)
- NUAK1 (NUAK family, SNF1-like kinase, 1)
- NUAK2 (NUAK family, SNF1-like kinase, 2)
- SIK1 (SNF1LK; salt-inducible kinase 1, SNF1-like kinase)
- SIK2 (SNF1LK; salt-inducible kinase 2, SNF1-like kinase 2)
- QSK (SIK3; salt-inducible kinase 3)
- MARK1 (MAP/microtubule affinity-regulating kinase 1)
- MARK2 (MAP/microtubule affinity-regulating kinase 2)
- MARK3 (MAP/microtubule affinity-regulating kinase 3)
- MARK4 (MAP/microtubule affinity-regulating kinase 4)
- BRSK1 (BR serine/threonine kinase 1)
- BRSK2 (BR serine/threonine kinase 2)
- SNRK (SNF related kinase).

#### Rola w polaryzacji komórek
Wykazano, że LKB1 bierze udział w regulacji biegunowości (polarności) komórek nabłonka jelita cienkiego (enterocytów). Wcześniej uważano, że ukształtowanie się biegunowości pojedynczego enterocyta, z wykształceniem rąbka szczoteczkowego na skierowanym do światła jelita biegunie komórki, zależy od interakcji z sąsiadującymi komórkami nabłonka. Pojedyncza komórka może jednak ulec polaryzacji na drodze aktywacji LKB1. Mechanizm, w którym LKB1 indukuje polaryzację może angażować grupę ssaczych kinaz serynowo-treoninowych, określanych łącznie jako rodzina PAR1. LKB1 wiąże się z białkiem PAR1, fosforyluje je i aktywuje. Zależność LKB1 i PAR1 wykazano też u innych organizmów; odpowiednikiem PAR1 u nicieni C. elegans jest grupa genów oznaczanych par (od partitioning defective), zawiadujących najprawdopodobniej asymetrycznym podziałem komórek w zarodku. Par4 jest domniemanym ortologiem LKB1 (patrz wyżej). Fenotyp inaktywacji Par4 i Par1 jest zbliżony, co sugeruje, że produkty białkowe obu tych genów także współpracują w kaskadzie kinazowej, tak jak LKB1-PAR1 u człowieka.
Polaryzacja komórki wymaga asymetryczności rozmieszczenia jej elementów strukturalnych, w tym mikrotubuli. Stąd kolejnym etapem badań było sprawdzenie, czy kinazy omawianej kaskady są potencjalnie zdolne do fosforylacji białek związanych z mikrotubulami (microtubule-associated proteins, MAPs). Fosforylacja MAPs powoduje dysocjację mikrotubuli do podjednostek tubuliny; skojarzona dysocjacja i reasocjacja podjednostek tego białka jest niezbędna do asymetrycznych czynności mikrotubuli, takich jak tworzenie wrzeciona podziałowego. Dwa białka należące do rodziny PAR1 okazały się faktycznie należeć do kinaz fosforylujących MAPs (MARK).
Nie wyjaśniono dotąd, czy ta kaskada kinaz ma udział w procesie nowotworzenia w PJS, wiadomo natomiast, że PAR1 fosforyluje i aktywuje białko Dishevelled, kluczowy komponent szlaku sygnalizacyjnego Wnt, nadmiernie aktywowanego w większości raków jelita grubego. LKB1 mogłaby regulować szlak Wnt pośrednio przez regulację PAR1; część obserwacji potwierdza te przypuszczenia podczas gdy inne, wynikające z badań nad Xeek1, dają przeciwstawne wyniki – według nich Xeek1 aktywuje kinazy GSK-3β i PKC-ζ aktywując szlak Wnt.

#### Rola w remodellingu chromatyny
Wiadomo, że LKB1 wiąże się in vivo z ATPazą i helikazą SMARCA4 (Brg1), będącą istotnym elementem kompleksu remodelującego chromatynę w nukleosomie. Funkcją nukleosomów jest regulacja transkrypcji genów przez pośredniczenie w upakowaniu DNA. Interakcje DNA-białko są jednak możliwe dzięki czasowym rozerwaniom struktury nukleosomów, do których dochodzi przy udziale energii generowanej przez ATPazę SMARCA4 hydrolizującą ATP. Rozerwanie nukleosomu umożliwia wtedy heilkazie rozplecenie podwójnej helisy DNA. W obecności LKB1 aktywność ATPazowa SMARCA4 jest zwiększona. Przypuszcza się, że LKB1 może działać w szlaku sygnalizacyjnym SMARCA4 indukującym zatrzymanie cyklu komórkowego, ponieważ LKB1 indukuje zatrzymanie cyklu w G1, a SMARCA4 razem z RB1 zatrzymuje cykl zarówno w fazie G1 jak i fazie S. Wprowadzenie SMARCA4 do komórek linii SW13 pozbawionych ekspresji SMARCA4 prowadzi do powstania dużych, płaskich komórek, typowego obrazu komórek zatrzymanych w swoim cyklu komórkowym i starzejących się.

## Patologia

### Organizmy modelowe
Knockout obu alleli XEEK1 u Xenopus
Zahamowanie ekspresji XEEK1 u żab Xenopus skutkuje nieprawidłowościami rozwojowymi u zarodków żab podobnymi jak w przypadku defektów szlaku sygnalizacyjnego Wnt. XEEK1 u Xenopus ulega szczególnie wysokiej ekspresji w oocytach, jajach i młodych zarodkach, sugerując rolę w embriogenezie.
Knockout obu alleli Lkb1 u myszy
Badania na organizmach modelowych sugerują, że LKB1 odgrywa istotną rolę w komórkach na etapie embriogenezy. Knockout obu alleli genu Lkb1 u myszy prowadzi do śmierci na etapie rozwoju zarodkowego. Myszy Lkb1 rozwijają się prawidłowo do 8. dnia od zapłodnienia (E8.0), po E8.25 występują różne nieprawidłowości w rozwoju zarodka, w tym zahamowanie rotacji, niepełne zamknięcie cewy nerwowej, nieprawidłowy rozwój łuku aorty i hipoplazja pierwszego łuku skrzelowego (wadliwa somitogeneza). Nie obserwowano przeżycia zarodków dłużej niż po E11.0. Nieprawidłowości dotyczyły także łożyska, w którym opisywano nieprawidłową aranżację warstw narządu i niedostateczne unaczynienie łożyska przez naczynia płodu. Poziomy mRNA dla VEGF w zarodkach E8.5 i E9.5 były podwyższone. W płodowych fibroblastach otrzymanych z zarodków Lkb-/- w E8.5 stwierdzono bardzo wysoki wyjściowy i indukowany hipoksją poziom mRNA dla VEGF. Sugerowano zatem, że LKB1 może regulować produkcję VEGF i pośrednio angiogenezę.
Mysi model PJS (haploinsuficjencja Lkb1)
W mysim modelu PJS celowane mutacje Lkb1+/i objawiały się u myszy w wieku około 5 miesięcy, jako polipowatość zbliżona histologicznie i makroskopowo do polipowatości w PJS. Myszy wykazywały zwiększoną śmiertelność począwszy od 8 miesiąca życia. Polipy najczęściej lokalizowały się w żołądku (średnio 6 polipów/8 miesięcy), typowo w sąsiedztwie odźwiernika. Polipy jelita cienkiego i grubego były znacznie rzadsze (przeciętnie nie więcej niż pojedynczy polip u jednego zwierzęcia). Dystrybucja zmian była więc inna niż u pacjentów z PJS, u których częstość występowania polipów w poszczególnych odcinkach przewodu pokarmowego wynosi 40%, 80% i 40% w, odpowiednio, żołądku, jelicie cienkim i jelicie grubym. Donoszono jednak o występowaniu u chorych z PJS małych, bezobjawowych polipów żołądka u wszystkich badanych gastroskopowo pacjentów.
U większości myszy Lkb+/- nie odnotowano nowotworów jelita ani innych narządów, prawdopodobnie z powodu zwiększonej śmiertelności spowodowanej polipowatością. W jednym badaniu wykazano, że u istotnej części myszy Lkb+/- które dożyły wieku 50 tygodni rozwinął się rak wątrobowokomórkowy (HCC). W komórkach guza nie wykazano obecności mRNA ani białka Lkb1, co wskazuje na utratę heterozygotyczności Lkb1 jako warunek neoplazji.
Wybiórcza homozygotyczna inaktywacja Lkb1 – model tumorogenezy w różnych narządach
W modelu mysiej tumorogenezy płuc zależnym od mutacji aktywującej Kras wykazano supresorową rolę Lkb1. W modelu tym obserwowano udział mutacji Kras razem z mutacjami p53 lub Ink4a/Arf (Cdkn2a), ale korelacja mutacji Kras i homozygotycznej inaktywacji Lkb1 była silniejsza. Guzy z niższą ekspresją Lkb1 wykazywały krótszy okres latencji, szerokie spektrum histologiczne (gruczolakoraki, raki kolczystokomórkowe, raki olbrzymiokomórkowe) i przerzutowały częściej w porównaniu z guzami zależnymi od mutacji p53 lub Ink4a/Arf. Tumorogeneza w płucach była także przyspieszona w przypadku hemizygotycznej inaktywacji Lkb1.
Stosunkowo niedawno udowodniono związek mutacji Lkb1 z hiperplazją i neoplazją prostaty u myszy. W doświadczeniu Pearsona i wsp. opierającym się o system Cre-Lox wymuszono wybiórczą rekombinację zmutowanego allelu Lkb1 oflankowanego LoxP we wszystkich płatach stercza poprzez spontaniczną aktywację transgenu p450 CYP1A1-rekombinazy Cre (AhCre). Homozygotyczne samce Lkb-/+ z ekspresją AhCre miały skrócony czas przeżycia, ze 100% przerostem stercza i w 83% wewnątrznabłonkową neoplazją przedniego płata stercza (PIN) w wieku 2-4 miesięcy.
Rola cyklooksygenazy-2
Analiza molekularna polipów jelita u myszy Lkb+/- wykazała w nich podwyższone poziomy białka cyklooksygenazy-2 (COX-2). Indukcja COX-2 zaangażowana jest w tworzenie guzów i ich progresję. Innym znaleziskiem w polipach myszy Lkb+/- było obniżenie poziomów zewnątrzkomórkowo regulowanej kinazy (ERK1/ERK2). Ekspresja genu cyklooksygenazy-2 jest regulowana przez ERK1/ERK2, jednak mechanizm w którym LKB1 wpływa na ERK1/ERK2 i (lub) COX-2 nie jest wyjaśniony.

Schemat przedstawiający szlaki regulacyjne w komórce mające istotne znaczenie w patogenezie guzów hamartomatycznych. PI3K – kinaza fosfoinozytolu, PIP3 – fosfoinozytolo-3,4,5-trifosforan; PIP2 – 4,5-bisfosfonian fosfoinozytolu; CS/BRRS – zespół Cowden/zespół Bannayana-Rileya-Ruvalcaby; TSC1/2 – kompleks hamartyna/tuberyna; TSC – stwardnienie guzowate; PTEN – fosfataza PTEN (phosphatase and tensin homolog); mTOR – kinaza mTOR (mammalian target of rapamycin). Zaznaczono potencjalne działanie terapeutyczne rapamycyny i innych inhibitorów szlaku sygnalizacyjnego mTOR. Częściowo na podstawie Zbuk i wsp.

### U ludzi

#### Zespół Peutza-Jeghersa
Mutacje LKB1 stwierdza się u blisko 100% pacjentów z zespołem Peutza-Jeghersa z dodatnim wywiadem rodzinnym w kierunku zespołu i u około 90% chorych bez krewnych z PJS. PJS jest jak dotąd jedynym zespołem wrodzonej predyspozycji do nowotworów, w którym mutacje germinalne powodują utratę aktywności enzymatycznej kinazy serynowo-treoninowej. Początkowo mutacje wykrywano u 35-70% pacjentów z PJS, każąc przypuszczać, że ta jednostka chorobowa może mieć zróżnicowaną etiologię. Badania w kierunku mutacji w genach kandydackich (kodujących STRADα i MO25α) nie wykazały jednak żadnych mutacji w tych loci, a upowszechnienie technik wykrywania dużych delecji w obrębie LKB1 przy użyciu MLPA pozwoliło wykryć mutacje genu u niemal wszystkich chorych.
Część mutacji dotyczy C-końcowego obszaru genu niekodującego domeny kinazowej. Obecnie znanych jest łącznie 175 mutacji związanych z PJS, w tym:
- 60 mutacji punktowych missens/nonsens
- 21 mutacji miejsca splicingowego
- małych 47 delecji
- 24 małych insercji
- 5 małych insercji/delecji
- 14 dużych delecji
- 2 dużych insercji
- 2 złożone rearanżacje genu[74].

#### Nowotwory sporadyczne
Mutacje LKB1stwierdza się też, chociaż dość rzadko, w nowotworach jako mutacje sporadyczne (niegerminalne). W jednej pracy wykazano, że mutacje LKB1 występowały w 1/3 sporadycznych gruczolakoraków oskrzeli.

#### Rola SNPs w cukrzycy
W jednej pracy zasugerowano, że polimorfizmy w genach LKB1 i CRTC2 (TORC2) mogą mieć wpływ na szlak LKB1-AMPK-TORC2 i mają słaby, ale istotny statystycznie związek z zapadalnością na cukrzycę typu 2 w populacji japońskiej. Badany SNP w genie LKB1 to rs741765.

#### Znane mutacje w genieLKB1
Mutacje zmiany sensu
| Mutacja   | Mutacja    | Obszar genu | Fenotyp   | HMGD     | Przypisy               |
| cDNA      | Aminokwasy | Obszar genu | Fenotyp   | HMGD     | Przypisy               |
| --------- | ---------- | ----------- | --------- | -------- | ---------------------- |
| c.40G>A   | p.E14K     | Ekson 1     | CvC       |          | [ 77 ]                 |
| c.145T>G  | p.Y49D     | Ekson 1     | MM        |          | [ 78 ] [ 79 ]          |
| c.196G>A  | p.V66M     | Ekson 1     | CvC       |          | [ 77 ]                 |
| c.200T>C  | p.L67P     | Ekson 1     | PJS       | CM981864 | [ 2 ] [ 80 ]           |
| c.T>G     | p.L67R     | Ekson 1     | PJS       | CM011960 | [ 81 ]                 |
| c.232A>G  | p.K108R    | Ekson 2     | PJS       | CM991152 | [ 81 ]                 |
| c.373G>C  | p.G135R    | Ekson 3     | MM        |          | [ 78 ] [ 82 ]          |
| c.407T>G  | p.M136R    | Ekson 3     | PJS       | CM011963 | [ 81 ]                 |
| c.470T>C  | p.F157S    | Ekson 4     | PJS       | CM991154 | [ 83 ]                 |
| c.479T>C  | p.L160P    | Ekson 4     | CvC       |          | [ 77 ]                 |
| c.484G>A  | p.D162N    | Ekson 4     | PJS       | CM044073 | [ 84 ] [ 85 ]          |
| c.488G>A  | p.G163D    | Ekson 4     | PJS TC    | CM044074 | [ 84 ] [ 86 ] [ 87 ]   |
| c.490C>A  | p.L164M    | Ekson 4     | PJS       | CM044075 | [ 84 ] [ 85 ]          |
| c.T>G     | p.L167R    | Ekson 4     | PJS       | CM055545 | [ 88 ]                 |
| c.509A>C  | p.Q170P    | Ekson 4     | PJS       | CM041080 | [ 80 ]                 |
| c.511G>A  | p.G171S    | Ekson 4     | CA CC     |          | [ 89 ]                 |
| c.526G>A  | p.D176N    | Ekson 4     | PJS       | CM981867 | [ 90 ]                 |
| c.530T>A  | p.I177N    | Ekson 4     | PJS       | CM021341 | [ 91 ]                 |
| c.541A>T  | p.N181Y    | Ekson 4     | PJS       | CM991155 | [ 57 ]                 |
| c.541A>G  | p.N181E    | Ekson 4     | PJS       |          | [ 80 ]                 |
| c.542A>C  | p.N181T    | Ekson 4     | PJS       | CM002108 | [ 92 ]                 |
| c.545T>C  | p.L182P    | Ekson 4     | PJS       | CM011964 | [ 81 ]                 |
| c.580G>A  | p.D194N    | Ekson 4     | PJS       | CM991156 | [ 84 ] [ 85 ]          |
| c.581A>T  | p.D194V    | Ekson 4     | LC        |          | [ 86 ]                 |
| c.580G>T  | p.D194Y    | Ekson 4     | MM        |          | [ 93 ] [ 94 ]          |
| c.595G>A  | p.E199K    | Ekson 4     | CC        |          | [ 89 ]                 |
| c.622G>A  | p.D208N    | Ekson 5     | CC        |          | [ 89 ]                 |
| c.644G>A  | p.G215D    | Ekson 5     | CC        |          | [ 89 ]                 |
| c.688A>C  | p.T230P    | Ekson 5     | PJS       | CM041081 | [ 80 ]                 |
| c.691T>C  | p.F231L    | Ekson 5     | CvC       |          | [ 77 ]                 |
| c.694T>C  | p.S232P    | Ekson 5     | PJS       | CM001344 | [ 95 ]                 |
| c.717G>C  | p.W239C    | Ekson 5     | PJS       | CM022255 | [ 96 ] [ 97 ]          |
| c.725G>A  | p.G242E    | Ekson 5     | PJS       | CM012193 | [ 81 ] [ 85 ]          |
| c.724G>T  | p.G242W    | Ekson 5     | PJS       | CM011965 | [ 81 ]                 |
| c.        | p.G242V    | Ekson 5     |           |          | [ 81 ]                 |
| c.T>G     | p.L245R    |             | PJS       | CM051652 | [ 98 ]                 |
| c.751G>A  | p.G251S    | Ekson 6     | PJS       | CM981868 | [ 99 ]                 |
| c.767A>C  | p.E256A    | Ekson 6     | PJS       | CM001345 | [ 95 ]                 |
| c.        | p.H272Y    |             |           |          | [ 100 ]                |
| c.842C>T  | p.P281L    | Ekson 6     | OC CC HCC |          | [ 101 ] [ 89 ] [ 102 ] |
| c.890G>A  | p.A297K    | Ekson 7     | PJS       | CM991158 | [ 84 ]                 |
| c.891G>T  | p.A297S    | Ekson 7     | PJS       | CM001792 | [ 100 ]                |
| c.910C>T  | p.R304W    | Ekson 7     | PJS       | CM981870 | [ 99 ]                 |
| c.        | p.R304P    |             | PJS       | CM055544 | [ 70 ]                 |
| c.916C>T  | p.H306Y    | Ekson 7     | PJS       | CM001793 | [ 100 ]                |
| c.924G>T  | p.W308C    | Ekson 8     | PJS       | CM981871 | [ 90 ]                 |
| c.941C>A  | p.P314H    | Ekson 8     | CC        |          | [ 99 ]                 |
|           | p.G315S    |             |           |          | [ 96 ]                 |
| c.971C>T  | p.P324L    | Ekson 8     | GC        | CM001346 | [ 95 ] [ 103 ]         |
| c.1062C>G | p.F354L    | Ekson 8     | PJS CC    | CM041082 | [ 89 ] [ 104 ] [ 105 ] |
| c.1100C>T | p.T367M    | Ekson 8     | CC        |          | [ 89 ]                 |

Mutacje nonsensowe
| Mutacja   | Mutacja    | Obszar genu | Fenotyp             | HMGD              | Przypisy                     |
| cDNA      | Aminokwasy | Obszar genu | Fenotyp             | HMGD              | Przypisy                     |
| --------- | ---------- | ----------- | ------------------- | ----------------- | ---------------------------- |
| c.37C>T   | p.         |             | PJS                 |                   | [ 85 ]                       |
| c.49C>A   | p.         |             | PJS                 |                   | [ 106 ]                      |
| c.108C>A  | p.Y36X     | Ekson 1     | PC                  |                   | [ 107 ] [ 108 ]              |
| c.109C>T  | p.Q37X     | Ekson 1     | LC (A549, H460) PJS |                   | [ 75 ]                       |
| c.130A>T  | p.K44X     | Ekson 1     | LC                  |                   | [ 75 ]                       |
|           | p.52X      |             |                     |                   | [ 81 ]                       |
| c.169G>T  | p.E57X     | Ekson 1     | PJS                 |                   | [ 2 ] [ 109 ]                |
| c.180C>G  | p.Y60X     | Ekson 1     | PJS LC              |                   | [ 2 ] [ 81 ]                 |
| c.180C>A  | p.Y60X     | Ekson 1     | PJS                 |                   | [ 110 ]                      |
| c.208G>T  | p.E70X     | Ekson 1     | PJS                 |                   | [ 2 ] [ 85 ]                 |
| c.250A>T  | p.K84X     | Ekson 1     | PJS                 |                   | [ 2 ] [ 57 ] [ 111 ] [ 112 ] |
| c.256C>T  | p.R86X     | Ekson 1     | PJS                 |                   | [ 84 ]                       |
| c.298C>T  | p.Q100X    | Ekson 1     | PJS                 | CM991151          | [ 84 ]                       |
| c.354C>A  | p.Y118X    | Ekson 2     | PJS                 | CM011961 CM051649 | [ 110 ] [ 81 ]               |
| c.368G>T  | p.E120X    | Ekson 2     | LC                  |                   | [ 113 ]                      |
| c.369C>A  | p.C132X    | Ekson 3     | PJS                 | CM011962          | [ 81 ]                       |
| c.409C>T  | p.Q137X    | Ekson 3     | PJS                 |                   | [ 80 ] [ 114 ]               |
| c.454C>T  | p.Q152X    | Ekson 3     | PJS                 |                   | [ 57 ] [ 85 ]                |
| c.508C>T  | p.Q170X    | Ekson 4     | PJS MM              |                   | [ 93 ] [ 115 ] [ 116 ]       |
|           | p.208X     |             | PJS                 |                   | [ 101 ]                      |
| c.630C>A  | p.C210X    | Ekson 5     | LC                  |                   | [ 75 ]                       |
| c.658C>T  | p.Q220X    | Ekson 5     | PJS                 |                   | [ 57 ] [ 111 ]               |
| c.667G>T  | p.E223X    | Ekson 5     | LC                  |                   | [ 75 ]                       |
| c.738C>G  | p.Y246X    | Ekson 6     | PJS                 | CM041862          | [ 117 ] [ 118 ] [ 119 ]      |
| c.759C>T  | p.Y253X    | Ekson 6     | PJS                 |                   | [ 1 ] [ 120 ]                |
| c.766G>A  | p.E256X    | Ekson 6     | PJS                 |                   | [ 92 ]                       |
| c.923G>A  | p.W308X    | Ekson 8     | PJS                 |                   | [ 57 ]                       |
| c.996G>A  | p.W332X    | Ekson 8     | LC (H23)            |                   | [ 75 ]                       |
| c.1246A>T | p.K416X    | Ekson 8     | PJS                 |                   | [ 110 ]                      |

Delecje in-frame i delecje całych eksonów
| Mutacja                       | Mutacja      | Obszar genu | Fenotyp | HMGD     | Przypisy      |
| cDNA                          | Aminokwasy   | Obszar genu | Fenotyp | HMGD     | Przypisy      |
| ----------------------------- | ------------ | ----------- | ------- | -------- | ------------- |
| c.1-433                       | Brak         | Ekson 1-9   | PJS     |          |               |
|                               | Δ5'UTR+EX1   |             | PJS     |          |               |
|                               | EX2+3        | Ekson 2-3   | PJS     |          |               |
|                               | EX2-10       | Ekson 2-10  | PJS     |          |               |
| c.151_168del18 &c.150_151ins6 | 50-53del     | Ekson 1     | PJS     |          | [ 90 ]        |
| c.155_157delGGG               | G52del       | Ekson 1     | PJS     |          | [ 81 ]        |
|                               | 107-109del   |             | PJS     |          | [ 110 ]       |
|                               | L137-V173del |             | PJS     |          |               |
|                               | L137-140del  |             | PJS     |          | [ 57 ]        |
|                               | 166-173del   |             | PJS     |          | [ 96 ]        |
|                               | 175-176del   |             | PJS     |          | [ 99 ]        |
| c.739_741del3                 | 247del       | Ekson 6     | PJS     | CD982958 | [ 118 ]       |
| c.908del9                     | 303-306del   | Ekson 7     | PJS     | CD982964 | [ 2 ] [ 122 ] |
| c.Δ98-155 (174-BP DEL)        |              |             | PJS     | CG984472 | [ 2 ]         |
|                               | 156-307del   |             | PJS     |          | [ 1 ]         |
|                               | EX8+9        |             | PJS     |          |               |
|                               | I303-E305del |             | PJS     |          |               |
|                               | D330-W332    |             | PJS     |          |               |

Mutacje z przesunięciem ramki odczytu
| Mutacja               | Mutacja           | Obszar genu | Fenotyp | Przypisy                              |
| cDNA                  | Aminokwasy        | Obszar genu | Fenotyp | Przypisy                              |
| --------------------- | ----------------- | ----------- | ------- | ------------------------------------- |
| c.111delG             | fs 37, trunc 57   | Ekson 1     | PJS     | [ 123 ]                               |
| c.111_112insGC        | fs 38, trunc      | Ekson 1     | PJS     | [ 118 ]                               |
| c.117_118insGC        | fs, trunc         | Ekson 1     | PJS     | [ 111 ]                               |
| c.125_137del13        | fs, trunc         | Ekson 1     | PJS     | [ 124 ]                               |
| c.153_157insGG        | fs, trunc         | Ekson 1     | PJS     | [ 84 ]                                |
| c.157_158insG         | fs, trunc         | Ekson 1     | PJS     | [ 125 ]                               |
| c.157_158insGG        | fs, trunc         | Ekson 1     | PJS     | [ 80 ]                                |
| c.158delA             | fs, trunc         | Ekson 1     | PJS     | [ 57 ]                                |
| c.165_175del11        | fs, trunc         | Ekson 1     | PJS     | [ 84 ]                                |
| c.169_170insG         | fs, trunc         | Ekson 1     | PJS     | [ 2 ]                                 |
| c.169delG             | fs, trunc         | Ekson 1     | PJS     | [ 81 ]                                |
| c.197_198insT         | fs, trunc         | Ekson 1     | PJS     | [ 84 ]                                |
| c.197_225 del29       | fs, trunc         | Ekson 1     | PJS     | [ 2 ]                                 |
| c.291_1054del762&ins8 | fs, trunc         | Eksony 2-8  | PJS     | [ 126 ]                               |
| c.321-326del6         | fs, trunc         | Ekson 2     | PJS     | [ 110 ]                               |
| c.335_337del3         | fs, trunc         | Ekson 2     | PJS     | [ 127 ]                               |
| c.350_351insTTTG      | fs, trunc         | Ekson 2     | PJS     | [ 81 ]                                |
| c.368_370del3         | fs, trunc         | Ekson 2     | PJS     | [ 127 ]                               |
| c.410_418del9         | fs, trunc         | Ekson 2     | PJS     | [ 57 ]                                |
| c.418delC             | fs 140, trunc     | Ekson 3     | PJS     | [ 80 ] [ 111 ] [ 118 ]                |
| c.426_428delCGT       | fs, trunc         | Ekson 3     | PJS     | [ 127 ]                               |
| c.429_430insAGCGT     | fs, trunc         | Ekson 3     | PJS     | [ 80 ]                                |
| c.436_437delAA        | fs, trunc         | Ekson 3     | PJS     | [ 80 ]                                |
| c.456_479del23        | fs 152, trunc     | Ekson 3     | PJS     | [ 96 ]                                |
| c.464_465insG         | fs, trunc         | Ekson 3     | PJS     | [ 84 ]                                |
| c.474_480del7         | fs, trunc         | Ekson 4     | PJS     | [ 124 ]                               |
| c.516_517insT         | fs, trunc         | Ekson 4     | PJS     | [ 124 ]                               |
| c.528delC             | fs 176, trunc     | Ekson 4     | PJS     | [ 110 ]                               |
| c.567_191dup          | fs, trunc         | Ekson 4     | PJS     | [ 123 ]                               |
| c.571_572insA         | fs, trunc         | Ekson 4     | PJS     | [ 80 ]                                |
| c.574_575insA         | fs, trunc         | Ekson 4     | PJS     | [ 90 ]                                |
| c.604_623del20        | fs, trunc         | Ekson 5     | PJS     | [ 57 ]                                |
| c.637_671del5         | fs 216, trunc 264 | Ekson 5     | PJS     | [ 81 ]                                |
| c.644_645insG         | fs, trunc         | Ekson 5     | PJS     | [ 123 ]                               |
| c.650delC             | fs 217, trunc     | Ekson 5     | PanC    | [ 128 ]                               |
| c.666delC             | fs 222, trunc 286 | Ekson 5     | PJS     | [ 81 ] [ 123 ]                        |
| c.716_719delGGTC      | fs 240, trunc 285 | Ekson 5     | PJS     | [ 1 ] [ 129 ]                         |
| c.718_719insA         | fs, trunc         | Ekson 5     | PJS     | [ 85 ]                                |
| c.733_735delC         | fs 245, trunc     | Ekson 5     | PJS     | [ 118 ]                               |
| c.744delC             | fs 248, trunc     | Ekson 6     | PJS     | [ 81 ]                                |
| c.747_760del14        | fs, trunc         | Ekson 6     | PJS     | [ 57 ]                                |
| c.753delT             | fs 251, trunc     | Ekson 6     | PJS     | [ 81 ]                                |
| c.773_780del8         | fs 263, trunc     | Ekson 6     | PJS     | [ 57 ]                                |
| c.788_791del4         | fs 262, trunc     | Ekson 6     | PJS     | [ 99 ] [ 123 ]                        |
| c.790_793del4         | fs, trunc         | Ekson 6     | PJS     | [ 81 ]                                |
| c.815_816insA         | trunc             | Ekson 6     | PJS     | [ 127 ]                               |
| c.830_832delCT        | fs, trunc         | Ekson 6     | PJS     | [ 2 ]                                 |
| c.842delC             | fs, trunc         | Ekson 6     | PJS     | [ 57 ] [ 81 ] [ 110 ] [ 118 ] [ 130 ] |
| c.842_843insC         | fs, trunc         | Ekson 6     | PJS     | [ 80 ] [ 111 ] [ 114 ] [ 118 ]        |
| c.843delG             | fs 281            | Ekson 6     | PJS     | [ 1 ] [ 131 ]                         |
| c.842_844delCGC       | fs, trunc         | Ekson 6     | PJS     | [ 127 ]                               |
| c.844_845insC         | fs, trunc         | Ekson 6     | PJS     | [ 100 ]                               |
| c.844delC             | fs, trunc         | Ekson 6     | PJS     | [ 132 ]                               |
| c.del890G             | fs 297, trunc 334 |             | PJS     | [ 133 ] [ 134 ]                       |
| c.903delG             | fs 302, trunc     | Ekson 7     | PJS     | [ 90 ]                                |
| c.910delC             | fs, trunc         | Ekson 7     | PJS     | [ 84 ]                                |
| c.914delA             | fs 305, trunc     | Ekson 7     | PJS     | [ 57 ]                                |
| c.921_1108del188      | fs 307, trunc     | Ekson 8     | PJS     | [ 2 ]                                 |
| c.958_959del2&insT    | fs, trunc         | Ekson 8     | PJS     | [ 81 ]                                |
| c.959_960insT         | fs, trunc         | Ekson 8     | PJS     | [ 80 ]                                |
| c.972_976del5         | fs, trunc         | Ekson 8     | PJS     | [ 100 ]                               |
| c.989_997del9         | fs, trunc         | Ekson 8     | PJS     | [ 111 ]                               |
| c.989_990insC         | fs, trunc         | Ekson 8     | PJS     | [ 84 ]                                |
| c.1024_1025insG       | fs, trunc         | Ekson 8     | PJS     | [ 95 ]                                |

Mutacje miejsca splicingowego
| Ekson   | Mutacja      | Fenotyp | HMGD     | Przypisy      |
| ------- | ------------ | ------- | -------- | ------------- |
| Ekson 1 | c.IVS1+1G>A  | PJS     | CS012223 | [ 81 ] [ 96 ] |
| Ekson 1 | c.IVS1+AG>C  | PJS     |          |               |
| Ekson 1 | c.IVS1-2A>G  | PJS     | CS991505 | [ 84 ]        |
| Ekson 1 | c.IVS3-1G>A  | PJS     |          | [ 1 ] [ 135 ] |
| Ekson 3 | c.IVS3-2A>G  | PJS     | CS012224 | [ 81 ]        |
| Ekson 4 | c.IVS4+1G>C  | PJS     |          |               |
| Ekson 4 | c.IVS4-2A>T  | PJS     | CS012225 | [ 81 ]        |
| Ekson 4 | c.IVS4 del14 | PJS     |          |               |
| Ekson 5 | c.IVS5+1G>A  | PJS     | CS012227 | [ 81 ]        |
| Ekson 5 | c.IVS5-1G>A  | PJS     |          |               |
| Ekson 5 | c.IVS5-10G>A | PJS     | CS044094 | [ 85 ]        |
| Ekson 6 | c.IVS6 del52 | PJS     |          |               |
| Ekson 6 | c.IVS6+2T>C  | PJS     | CS044095 | [ 85 ]        |
| Ekson 6 | c.IVS6+3G>C  | PJS     | CS001846 | [ 100 ]       |
| Ekson 7 | c.IVS7+1delG | PJS     |          |               |
| Ekson 8 | c.IVS8-2A>G  | PJS     | CS032716 | [ 127 ]       |

Objaśnienia skrótów: PJS – zespół Peutza-Jeghersa; CvC – rak szyjki macicy; LC – rak płuca; PanC – rak trzustki; MM – czerniak złośliwy; TC – rak jądra; OC – rak jajnika; CC – rak jelita grubego; GC – rak żołądka; BC – rak dróg żółciowych; fs – frameshift (przesunięcie ramki odczytu); trunc – truncation (skrócenie genu); HMGD – Human Gene Mutation Database.

## Możliwości terapeutyczne w PJS a LKB1
Obecnie nie ma zatwierdzonych leków, które znajdowałyby zastosowanie w leczeniu PJS; rutynowo, prowadzenie pacjentów z rozpoznaną chorobą opiera się na wykonywanych w odstępach dwuletnich endoskopiach dolnego i górnego odcinka przewodu pokarmowego. Często niezbędna jest interwencja chirurgiczna w związku z niedrożnością jelita wywołaną przez polipy. Odkrycie etiologii schorzenia i nowe informacje na temat komórkowych działań kinazy LKB1 pozwoliły zaproponować trzy grupy leków w eksperymentalnej terapii PJS:
- inhibitory COX-2 (koksyby)
- metformina
- inhibitory mTOR (rapamycyna).

### Inhibitory COX-2
Jak wspomniano wcześniej, w polipach myszy Lkb+/- i pacjentów z PJS stwierdzono podwyższony poziom cyklooksygenazy-2 (COX-s). Wcześniej dowodzono korzyści ze stosowania koksybów u pacjentów z rakiem jelita grubego. U myszy Lkb+/- stosowanie celekoksybu pozwoliło zmniejszyć wielkość polipów, w krótkoterminowym pilotażowym badaniu klinicznym u pacjentów z PJS w dwóch na sześć przypadków opisano odpowiedź na leczenie celekoksybem. Dane te zachęcają do dalszych badań nad skutecznością wybiórczych inhibitorów COX-2 u pacjentów z PJS, jednak w związku z działaniami niepożądanymi koksybów randomizowane długoterminowe badania kliniczne zostały wstrzymane.

### Metformina
Metformina jest skutecznym i szeroko stosowanym lekiem w terapii cukrzycy typu 2. Wiadomo, że wpływa na aktywację AMPK, jednak dokładny mechanizm działania leku nie został sprecyzowany i obserwacje różnych autorów wydają się być sprzeczne. Dowiedziono w badaniach na hodowlach komórek, że fenformina (analog metforminy) wymaga prawidłowego białka Lkb1 by wywierać swoje działanie. Zaproponowano, że metformina przez aktywację szlaku AMPK mogłaby być korzystna w zapobieganiu wzrostowi polipów hamartomatycznych, w których inaktywowany jest (przypuszczalnie) jeden z alleli LKB1.

### Rapamycyna
Wiadomo, że w hamartomatycznych polipach Lkb+/- i fibroblastach Lkb1-/- szlak kinazy mTOR ulega dysregulacji. Dowiedziono skuteczności rapamycyny (sirolimusu) w leczeniu polipowatości w mysim modelu PJS. W toku są badania kliniczne z zastosowaniem rapamycyny u pacjentów z nowotworami, z innymi uwarunkowanymi genetycznie chorobami z zaburzeniem szlaku mTOR: stwardnieniem guzowatym i limfangioleiomiomatozą, a w przygotowaniu, także u pacjentów z polipowatością jelit na tle PJS.